# Narodowe Stronnictwo Robotników
Narodowe Stronnictwo Robotników – polska partia polityczna powstała 18 października 1917 w Wanne-Eickel w Zagłębiu Ruhry z inicjatywy Zjednoczenia Zawodowego Polskiego. W rok później rozpoczęła działalność w Wielkopolsce. W wyborach w 1919 w Wielkopolsce weszła w skład listy „Zjednoczenie Stronnictw Narodowych”, w 1920 na Pomorzu wystawiła samodzielną listę (uzyskując blisko 41% głosów). Na zjeździe w Warszawie 23 i 24 maja 1920 połączyła się z Narodowym Związkiem Robotniczym, tworząc Narodową Partię Robotniczą. Część działaczy przeciwnych scaleniu z Narodowym Związkiem Robotniczym (Chrześcijańsko-Narodowe Stronnictwo-Robotnicze) zasiliła szeregi Polskiego Stronnictwa Chrześcijańskiej Demokracji.